# Revived Ouachita Indians of Arkansas & America
Revived Ouachita Indians of Arkansas & America, današnji potomci starog caddoanskog plemena Ouachita, konfederacija Natchitoches, koji danas žive pretežno na području američke države Arkansas ali i po drugim dijelovima SAD-a. 
Federalno nisu priznati a peticiju za priznanjem podnesli su 25. 4. 1990. Svoje sjedište preselili su iz Arkansasa na Floridu